# Teatro Metropólitan
El Teatro Metropólitan és un teatre situat en la Ciutat de Mèxic dedicat principalment a la realització d'obres de teatre, concerts, musicals, recitals, presentacions de dansa, entre d'altres, tant a nivell nacional com internacional. És, per exemple, una de les seus del Festival Internacional de Jazz de la Ciutat de Mèxic i d'àmplies instal·lacions.
Originalment es tractava d'un cinema inaugurat durant els anys 40 i que va operar per diverses dècades fins al tancament massiu de cinemes dels anys 1990 per la fallida dels teatres, va romandre abandonat per diversos anys fins que va ser rehabilitat i operat per Ocesa qui aprofita l'oportunitat d'utilitzar-ho com a espai per a espectacles.
És un dels pocs exemples de art déco que es preserven a Ciutat de Mèxic. La seva senzilla façana està inspirada en el Rockefeller Center i Radio City Music Hall. Els seus murals i les cortines originals d'asbestos van ser dissenyats per "el Mago" l'Escenògraf i artista A.G.Sr. Mendoza qui també va ser l'autor de "La Ofrenda" el parc monumental a El Tepeyac (a la Basílica de Santa María de Guadalupe). El mestre Mendoza i els seus dissenys que va contribuir al Teatre Metropolitan estan publicats en els llibres de la U.N.A.M (Escola d'Arquitectura).

## Història
El Cine Metropolitan es va inaugurar el 8 de setembre de 1943 amb la pel·lícula argentina Dieciséis años (1943) protagonitzada per María Duval i Alicia Barrié. Les capacitats de seients es van reduir posteriorment i van passar de 3.627 el 1955 a 3.005 el 1971.
Es va tancar com a cinema el 1985 i es va renovar el 1995, reobrint-se el 18 de desembre de 1996 amb el nom de Teatro Metropolitan, una sala d’espectacles en directe que organitzava principalment concerts de rock. El Teatro Metropólitan patrocina del Festival Nacional de Jazz de Ciutat de Mèxic. També va ser el lloc de les cerimònies anuals de Premis TV y Novelas als anys vuitanta i noranta. Actualment té capacitat per a 3.165 persones.